# Dicranota hirtitergata
Dicranota (Paradicranota) hirtitergata là một loài ruồi trong họ Pediciidae. Chúng phân bố ở vùng sinh thái Palearctic.